# Stofmasker

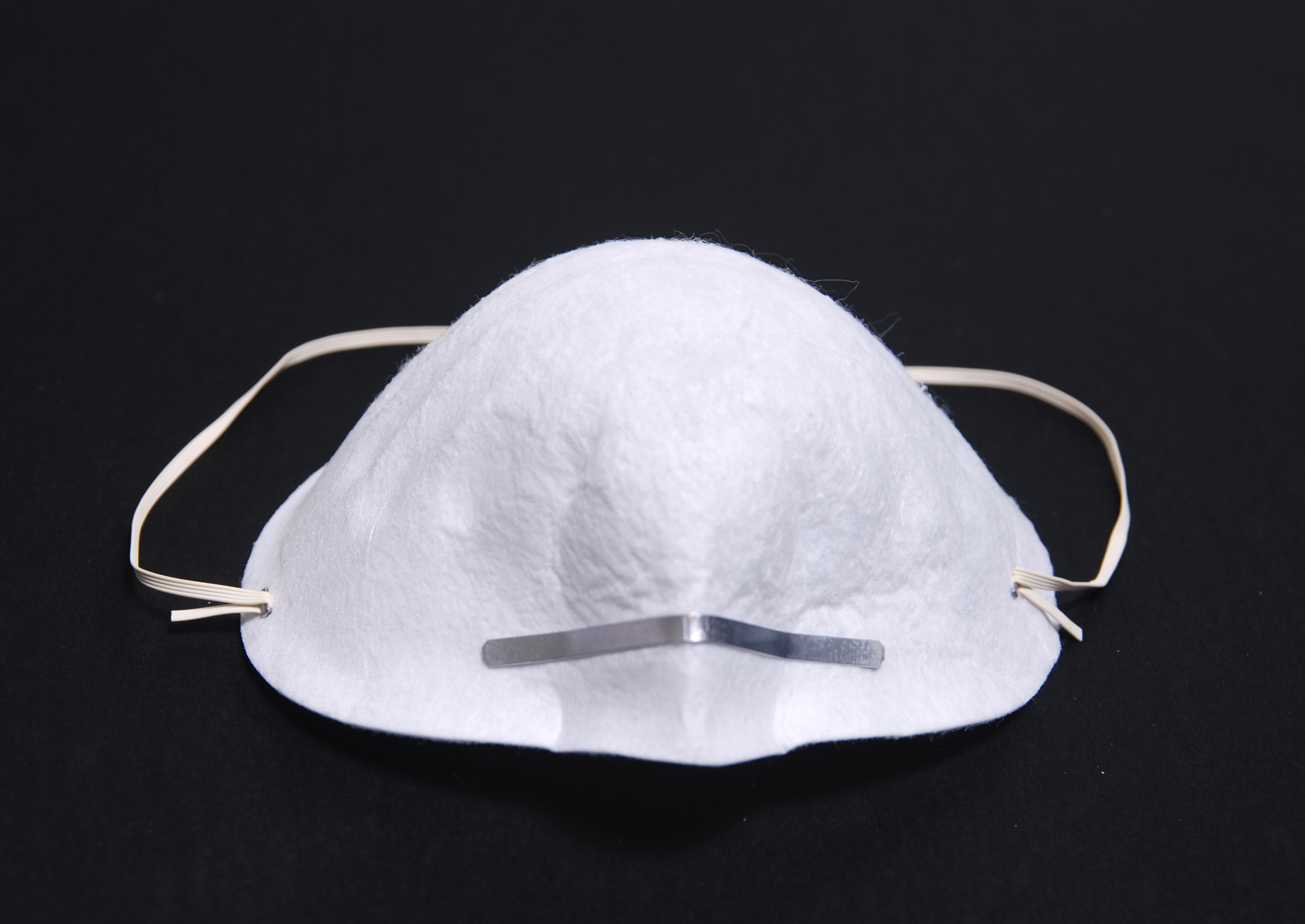
stofkapje

Een stofkap of stofmasker is een ademhalingsbeschermingsmasker dat wordt gebruikt ter bescherming van de luchtwegen tegen stof. Een stofmasker biedt geen bescherming tegen de dampen van organische oplosmiddelen.

## Bouw
In de bouwwereld kan op basis van Arbowetgeving het dragen van een stofmasker in een stoffige omgeving verplicht worden gesteld.